# (25939) 2001 EQ
2001 إي كيو (ويعرف أيضًا باسم (25939) 2001 إي كيو وفق تسمية الكوكب الصغير) (بالإنجليزية: 2001 EQ)‏ هو كويكب ضمن حزام الكويكبات؛ وترتيبه 25939 من حيث الاكتشاف.
اكتُشف هذا الجُرم الفلكي بواسطة جون بروفتون في 3 مارس 2001.

## وصلات خارجية
- (25939) 2001 EQ في قاعدة بيانات مختبر الدفع النفاث لأجرام النظام الشمسي الصغيرة

- الاكتشاف · مخطط المدار ·  العناصر المدارية · المعلمات المادية

- (25939) 2001 EQ على موقع ويكي سكاي: DSS2, SDSS, GALEX, IRAS, Hydrogen α, X-Ray, Astrophoto, Sky Map, Articles and images